# Beyla, Guineea
Beyla   este un oraș  în  partea de sud a Guineei,  în regiunea  Nzérékoré. Este reședința prefecturii omonime.